# هشام مزاير
هشام مزاير (1976الجزائر) هو لاعب كرة قدم جزائري.

## روابط خارجية
- هشام مزاير على موقع الاتحاد الدولي (مؤرشف)  (الإنجليزية)
- هشام مزاير على موقع قاعدة بيانات كرة القدم.إي يو (الإنجليزية)
- هشام مزاير على موقع ناشيونال فوتبول تيمز (الإنجليزية)